# I Want Action
I Want Action es el tercer sencillo del álbum debut Look What the Cat Dragged In de la banda de Glam metal Poison. Llegó al Top 50 del Billboard en julio de 1987, siendo el segundo éxito de la agrupación. El vídeo de la canción tuvo una fuerte rotación en canales de música como MTV, tanto en los conteos diarios como semanales. Su siguiente sencillo es "I Won't Forget You".

## Álbumes
"I Want Action" puede encontrarse en los siguientes álbumes de Poison:
- Look What the Cat Dragged In
- Swallow This Live
- Poison's Greatest Hits: 1986-1996
- Power to the People (live version)
- The Best of Poison: 20 Years of Rock
- Look What the Cat Dragged In - 20th Anniversary Edition